# Liste der Kriege und Schlachten Preußens
Die Liste der Kriege und Schlachten Preußens beinhaltet die Kriege und Schlachten, in die Preußen und sein Vorgänger Brandenburg-Preußen im Verlaufe seines Bestehens verwickelt war. In seinen militärischen Konflikten hatte es anfangs meist die Rolle einer Hilfsmacht inne. Im 18. Jahrhundert, spätestens mit den Schlesischen Kriegen, begann Preußen eine eigenständige Rolle in den Konflikten dieser Zeit zu spielen. Die Liste endet mit dem Aufgehen Preußens im Norddeutschen Bund 1867.

## Kriege

### Zweiter Nordischer Krieg (1655–1660)
Der Zweite Nordische Krieg war eine von 1655 bis 1661 dauernde kriegerische Auseinandersetzung zwischen Schweden, Polen und Russland um die Vorherrschaft im Baltikum, in die der Kurfürst als Lehnsmann Polens im Herzogtum Preußen hineingezogen wurde. Brandenburg-Preußen musste auf Seiten Schwedens gegen Polen kämpfen, bis es die Fronten wechselte, als Polen dem Kurfürsten die Souveränität im Herzogtum anbot. Im Vertrag von Wehlau am 19. September 1657 erlangte er die Souveränität im Herzogtum Preußen. Brandenburg-Preußen erwies sich erstmals als lokaler militärisch-politischer Machtfaktor.
| Schlacht              | Datum             | Bemerkungen |
| --------------------- | ----------------- | --- |
| Schlacht bei Warschau | 28.–30. Juli 1656 | In dieser Schlacht siegte das brandenburgische Heer zusammen mit den Schweden gegen das viel größere polnisch-krimtatarische Heer. |

### Schwedisch-Brandenburgischer Krieg (1674–1679)
Der Schwedisch-Brandenburgische Krieg war Bestandteil des Französisch-Niederländischen Krieges und eine Auseinandersetzung zwischen dem Kurfürstentum Brandenburg und dem Königreich Schweden um die Herrschaft in Pommern. Dabei war Schweden ein Verbündeter Frankreichs, während Brandenburg-Preußen zusammen mit Österreich, Dänemark und Spanien auf Seiten der Niederländer kämpfte. Ende 1674 marschierten schwedische Truppen in Brandenburg ein, die jedoch erfolgreich von der brandenburgischen Armee wieder vertrieben wurden.
| Schlacht                 | Datum         | Bemerkungen |
| ------------------------ | ------------- | --- |
| Schlacht um Rathenow     | 15. Juni 1675 | Die brandenburgischen Truppen besiegten im ersten Gefecht des Schwedisch-Brandenburgischen Krieges die schwedischen Truppen.                                                                  |
| Gefecht bei Nauen        | 17. Juni 1675 | Das Gefecht bei Nauen war ein Gefecht zwischen brandenburgisch-preußischen Vorhuttruppen und schwedischen Nachhuteinheiten im Vorfeld der einen Tag später folgenden Schlacht bei Fehrbellin. |
| Schlacht bei Fehrbellin  | 18. Juni 1675 | Die Schlacht war ein Rückzugsgefecht, bei dem die brandenburgischen die schwedischen Truppen schlugen.                                                                                        |
| Die große Schlittenfahrt | Winter 1678   | War ein kühnes Manöver Friedrich Wilhelms, der die Schweden erneut aus Brandenburg-Preußen vertrieb.                                                                                          |

### Großer Türkenkrieg (1683–1699)
| Schlacht            | Datum                                 | Bemerkungen |
| ------------------- | ------------------------------------- | --- |
| Belagerung von Ofen | Mitte Juni 1686 bis 2. September 1686 | Eine 74.000 Mann starke christliche Streitmacht (darunter 8.000 Brandenburger) belagerten ab Mitte Juni 1686 die ungarische Hauptstadt Ofen (ung. Buda). Ein türkisches Entsatzheer traf Mitte August vor Ofen ein, doch sein Kommandant scheute einen Großangriff gegen die Belagerungsarmee, und so kam es am 2. September 1686 zum erfolgreichen Generalsturm auf die Festung. |

### Spanischer Erbfolgekrieg (1701–1714)
Kraft eines Vertrags vom 16. November 1700 hatte sich Kurfürst Friedrich III. verpflichtet, für den bevorstehenden Spanischen Erbfolgekrieg dem Kaiser Leopold I. ein Kontingent von 8.000 Mann zu stellen. Im Gegenzug sicherte ihm der Kaiser die reichs- und europaweite Anerkennung seiner zukünftigen Selbstkrönung zum König in Preußen zu. Die Krönung fand am 18. Januar 1701 in Königsberg statt und ab April 1701 marschierte das nun Königlich-preußische Kontingent am Niederrhein bei Wesel auf. Im April 1702 beteiligte es sich bei der Belagerung von Kaiserswerth erstmals an den Feindseligkeiten.
| Schlacht                      | Datum              | Bemerkungen |
| ----------------------------- | ------------------ | --- |
| Erste Schlacht bei Höchstädt  | 20. September 1703 | Französische und bayerische Truppen errangen einen überzeugenden Sieg über ein Aufgebot Österreichs und des Reiches unter Graf Styrum. Lediglich der Widerstand preußischer Einheiten (6.000 Mann) unter Leopold I. von Anhalt-Dessau verhinderte die völlige Auflösung der österreichischen und Reichsverbände.                     |
| Zweite Schlacht bei Höchstädt | 13. August 1704    | Einheiten der preußischen Armee (9.000 Mann) kämpften und siegten in der Reichsarmee unter Führung von Ludwig Wilhelm von Baden zusammen mit den verbündeten englisch-holländischen Truppen gegen die französische Armee. |
| Schlacht bei Cassano          | 16. August 1705    | Ein französisches besiegte ein österreichisch-preußisches Heer. Das preußische Kontingent wurde in dieser Schlacht zwar stark dezimiert, durch die Aktivitäten der Österreicher und Preußen konnte allerdings der Druck auf die belagerte Stadt Turin verringert werden, wodurch die Stadt bis zu ihrer Entsetzung aushalten konnte. |
| Schlacht bei Turin            | 7. September 1706  | Ein alliiertes Heer, bestehend aus Österreichern, Preußen (unter Führung von Leopold I. von Anhalt-Dessau) und Italienern, brach die Belagerung der Stadt Turin seitens der Franzosen auf und zwang die Franzosen dadurch, sich aus Norditalien vollständig zurückzuziehen.                                                          |
| Schlacht bei Oudenaarde       | 11. Juli 1708      | Ein 70.000 Mann starkes Heer aus Preußen, Briten und Holländern unter Befehl von Eugen von Savoyen und Fürst Marlborough besiegte die Franzosen bei Oudenaarde, Belgien. |
| Schlacht bei Malplaquet       | 11. September 1709 | Preußische Truppen kämpften und siegten in einer alliierten Armee, bestehend aus Österreichern, Holländern und Briten, gegen die Franzosen. Diese Schlacht forderte unter den Alliierten sehr hohe Verluste. |

### Großer Nordischer Krieg (1700–1721)
König Friedrich Wilhelm I. trat nach dem Tod seines Vaters in die Koalition gegen den schwedischen König Karl XII. mit der Absicht ein, die schwedischen Gebiete in Pommern zu gewinnen. Die Preußen besetzten in der Folge 1713 Stettin. Als Karl XII. im November 1714 selbst den Befehl in Schwedisch-Pommern übernahm, konnte die preußische Armee ihn während des Pommernfeldzuges 1715 bis 1716 zusammen mit den Sachsen und Dänen nach Stralsund zurückdrängen und dort belagern. Nach Kriegsende behielt Preußen Stettin, Usedom und alle Gebiete südlich der Peene.
| Schlacht                 | Datum                          | Bemerkungen                                                                                   |
| ------------------------ | ------------------------------ | --------------------------------------------------------------------------------------------- |
| Pommernfeldzug 1715/1716 | 1. Mai 1715 bis 19. April 1716 | Ein alliiertes Heer bestehend aus Preußen, Dänen und Sachsen erobert ganz Schwedisch-Pommern. |

### Österreichischer Erbfolgekrieg (1740–1748)

#### Erster Schlesischer Krieg (1740–1742)
Kurz nach seiner Krönung ließ Friedrich II. 1740 in seinem ersten Regierungsjahr die preußische Armee in das von Österreich beherrschte Schlesien einmarschieren und löste so den Ersten Schlesischen Krieg und im weiteren Sinne den Österreichischen Erbfolgekrieg aus. Denn Preußen verbündete sich mit Bayern, Frankreich, Sachsen, Kurköln, Spanien, Schweden und Neapel, während sich Preußens Hauptgegner Österreich mit Großbritannien, Sardinien, Niederlande und Russland verbündete. Der Krieg beschränkte sich für Preußen auf Schlesien, und es konnte nach einigen Siegen die Provinz vorerst für sich sichern.
| Schlacht               | Datum            | Bemerkungen |
| ---------------------- | ---------------- | --- |
| Erstürmung von Glogau  | 8. Februar 1741  | |
| Gefecht bei Baumgarten | 27. Februar 1741 | |
| Schlacht bei Mollwitz  | 10. April 1741   | Die Schlacht fand zwischen einer 24.000 Mann starken preußischen Armee unter Friedrich II. und einem 20.000 Mann starken Heer Österreichs statt. Obwohl beide Seiten im Verlauf grobe militärische Fehler begingen (es war die erste Schlacht Friedrichs II.), gelang es Friedrich II. doch, am Ende den Sieg zu erringen.                                                                    |
| Gefecht bei Lesch      | 14. März 1742    | Gefecht im Zusammenhang mit der preußischen Besetzung von Brünn. Lösch (Líšeň) ist heute ein nordöstlicher Stadtteil von Brno |
| Schlacht bei Chotusitz | 17. Mai 1742     | In dieser Schlacht nahe Kuttenberg (Böhmen) besiegten am 17. Mai 1742 23.500 Preußen unter Friedrich II. 28.000 Österreicher unter dem Prinzen Karl von Lothringen. Letztere wollten die Preußen überfallen, fanden sie jedoch in Schlachtordnung und wurden von Friedrich II. in der linken Flanke angegriffen und geschlagen. Diese Schlacht führte unmittelbar zum Vorfrieden von Breslau. |

#### Zweiter Schlesischer Krieg (1744–1745)
Der Zweite Schlesische Krieg war wiederum Teil des Österreichischen Erbfolgekrieges, andererseits ein zwischen Preußen und Österreich geführter Krieg um die Vorherrschaft in Schlesien. Friedrich II. hatte sich zur damaligen Zeit mit Frankreich verbündet. Österreich bildete zusammen mit Sachsen, Großbritannien und den Niederlanden eine Allianz. Preußen überfiel im August 1744 mit 80.000 Soldaten Böhmen und eröffnete dadurch den Zweiten Schlesischen Krieg. Nach schweren Kämpfen wurde im Frieden von Dresden vereinbart, dass Schlesien für immer in preußischem Besitz bleiben soll.
| Schlacht                    | Datum              | Bemerkungen |
| --------------------------- | ------------------ | --- |
| Gefecht bei Teltschitz      | 19. November 1744  | |
| Gefecht bei Pless           | 27. November 1744  | |
| Gefecht bei Ratibor         | 9. Februar 1745    | |
| Schlacht bei Hohenfriedberg | 4. Juni 1745       | In dieser Schlacht in Schlesien errangen die preußischen Truppen unter Führung Friedrichs II. einen entscheidenden Sieg gegen eine gleichstarke Armee aus Österreichern und Sachsen.                                                                                 |
| Schlacht bei Soor           | 30. September 1745 | Die Preußen unter Friedrich II. schlugen hier mit 19.000 Mann die Österreicher und Sachsen mit 32.000 Mann, die vom Prinzen Karl von Lothringen befehligt wurden. |
| Schlacht bei Hennersdorf    | 23. November 1745  | Eine preußische Armee unter Kommando von Friedrich dem Großen besiegte eine sächsische Armee unter Kommando von General Buchner. |
| Gefecht bei Zittau          | 27. November 1745  | |
| Schlacht bei Kesselsdorf    | 15. Dezember 1745  | Eine preußische Armee unter dem Kommando von Leopold I. von Dessau besiegte die verbündeten Österreicher und Sachsen unter Feldmarschall Rutowski. Die Schlacht bei Kesselsdorf war der letzte Sieg des Alten Dessauers, sie entschied den Krieg zugunsten Preußens. |

### Siebenjähriger Krieg (1756–1763)
Im Siebenjährigen Krieg kämpften mit Preußen und Großbritannien auf der einen Seite und Österreich, Frankreich, Russland auf der anderen Seite alle europäischen Großmächte der Zeit. Das Ziel Österreichs war es, Schlesien wieder zurückzuerobern, jedoch kam Friedrich II. seinen Gegnern zuvor, und am 29. August 1756 überschritt die preußische Armee ohne vorherige Kriegserklärung die Grenze Sachsens. Die militärischen Erfolge verliefen wechselseitig, und die preußische Armee stand am Ende trotz großer Siege kurz vor der Niederlage. Am 15. Februar 1763 wurde der Frieden von Hubertusburg zwischen Preußen und seinen Gegnern geschlossen. Der Status quo ante wurde wiederhergestellt. Preußen war durch den Krieg als fünfte Großmacht im europäischen Mächtekonzert etabliert, jedoch verlor Preußen in diesem Krieg 180.000 Soldaten.

### Revolutions- und Napoléonische Kriege (1792–1807)
| Schlacht                          | Datum                       | Bemerkungen |
| --------------------------------- | --------------------------- | --- |
| Kanonade von Valmy                | 20. September 1792          | Eine französische Armee brachte ein 35.000-Mann-Heer der Preußen zum Stehen. Die Franzosen gingen zur Offensive im Ersten Koalitionskrieg über. Das Gefecht erlangte historische Bedeutung, weil die Revolutionssoldaten Frankreichs dabei erstmals gegnerischen Truppen standhielten und so die Revolution retteten. |
| Belagerung von Mainz              | 14. April bis 23. Juli 1793 | Preußische Truppen und alliierte deutsche Truppen belagerten die von Franzosen besetzte Stadt. Am Ende kapitulierten 19.000 französische Soldaten vor den Alliierten und zogen ab. |
| Schlacht bei Pirmasens            | 14. September 1793          | War eine Schlacht zwischen französischen Truppen einerseits und preußischen und österreichischen Truppen andererseits und endete mit einem Sieg der Verbündeten. Nach einem heftigen Kampf wurde die Schlacht durch das Eingreifen preußischer Truppen unter dem Kommando von Generalleutnant Wilhelm de Courbière entschieden. |
| Gefecht bei Saalfeld              | 10. Oktober 1806            | Das Gefecht zwischen französischen und preußisch-sächsischen Vorhuten endete mit einer Niederlage der Preußen und dem Tod des populären Prinzen Louis Ferdinand. Das Gefecht hatte keinen strategischen Einfluss auf den Verlauf des Feldzuges, jedoch waren die moralischen Wirkungen auf preußischer Seite beträchtlich. In der Nacht vom 10. zum 11. Oktober 1806 brachen Unordnungen und Panikerscheinungen in der Truppe aus. Sächsische und preußische Truppen des Korps Hohenlohe hielten sich gegenseitig für Franzosen und beschossen sich untereinander. |
| Schlachten bei Jena und Auerstedt | 14. Oktober 1806            | Die preußische Armee erlitt im Bündnis mit Sachsen in zwei Schlachten die größte Niederlage ihrer Geschichte. Auf dem fluchtartigen Rückzug gerieten die geschlagenen Truppen durcheinander, weshalb eine geordnete Befehlsführung unmöglich wurde. Während sich die Armee in den folgenden Wochen durch Kapitulationen von Truppen und Festungen nahezu auflöste und Sachsen ausschied, unterwarfen die Franzosen das Staatsgebiet bis zur Weichsel. |
| Schlacht bei Lübeck               | 6. November 1806            | Französische Truppen unter Nicolas-Jean de Dieu Soult besiegten ein 21.000 Mann starkes preußisches Restheer, das sich unter dem Kommando Gebhard Leberecht von Blüchers ins neutrale Lübeck gerettet hatte. Blücher musste darauf mit 8.000 verbliebenen Soldaten am 7. November kapitulieren. |
| Schlacht bei Preußisch Eylau      | 7./8. Februar 1807          | War in diesem Krieg die erste Schlacht zwischen Franzosen und den mit Preußen verbündeten Russen. Als sich das Kampfgeschehen zugunsten der Franzosen entwickelte, stieß das nach einem Eilmarsch erschienene preußische Korps unter Oberst Scharnhorst mit 8.000 Mann in die rechte Flanke der französischen Einheiten. Dadurch konnte der russische linke Flügel standhalten, und die Franzosen mussten zurückweichen. Die Schlacht endete unentschieden. |
| Belagerung Kolbergs 1807          | 14. März bis 2. Juli 1807   | War der einzige größere Erfolg Preußens in diesem Krieg. Die Festung konnte sich bis zum Waffenstillstand behaupten. Dadurch wurden die Namen Gneisenau, Schill und Nettelbeck bekannt. Das populäre Ereignis diente den preußischen Reformern als Argument zur Notwendigkeit der Einbeziehung der Bürger in das Staatsleben. |
| Schlacht bei Heilsberg            | 10. Juni 1807               | |
| Schlacht bei Friedland            | 14. Juni 1807               | |

### Befreiungskriege (1813–1815)
Als Befreiungskriege werden alle kriegerischen Ereignisse zusammengefasst, die sich 1813 bis 1815 zwischen den Truppen des napoléonischen Frankreich und den Alliierten bestehend aus Preußen, Österreich, Russland und Großbritannien ereigneten. Nach der Befreiung Deutschlands endete der Winterfeldzug 1814 mit der Abdankung Napoléons und dem Ersten Pariser Frieden. Nach der kurzzeitigen Rückkehr Napoléons wurde seine Herrschaft durch die Niederlage gegen die Briten und die mit diesen verbündeten Preußen in der Schlacht bei Waterloo endgültig beendet.
| Schlacht                     | Datum                | Bemerkungen |
| ---------------------------- | -------------------- | --- |
| Gefecht bei Lüneburg         | 2. April 1813        | Das Gefecht war die erste größere Kampfhandlung nach dem Rückzug der in Russland geschlagenen Franzosen hinter die Elbe. Verbündete Preußen und Russen vernichteten ein französisches Korps, das am Vorabend die aufständische Stadt Lüneburg erobert hatte. Umstände und Ausgang des Gefechts waren von moralischer Bedeutung für die beginnenden Befreiungskriege.                                              |
| Schlacht bei Großgörschen    | 2. Mai 1813          | Napoléon lockte die preußische und russische Armee in dieser Schlacht in eine Falle. Die Preußen und Russen mussten sich nach einem Tag schwerer Kämpfe zurückziehen. |
| Schlacht bei Bautzen         | 20.–21. Mai 1813     | Während des Rückzugs der preußisch-russischen Armee griff Napoléon bei Bautzen erneut an. Obwohl die Franzosen nur Gelände gewinnen konnten, wird diese Schlacht als Sieg für Napoléon gewertet. |
| Schlacht bei Großbeeren      | 23. August 1813      | Die preußische Armee unter Kommando von Friedrich Wilhelm Freiherr von Bülow besiegte ein französisches Heer unter Kommando von Marschall Reynier und Oudinot. Nach dieser Niederlage beschlossen Reynier und Oudinot den Rückzug nach Wittenberg. Der Angriff der napoléonischen Streitkräfte auf Berlin war gescheitert, die preußische Hauptstadt vor der Eroberung durch den Feind bewahrt.                   |
| Schlacht an der Katzbach     | 26. August 1813      | Die Schlacht war ein unbeabsichtigter Kampf und fand zwischen französischen Kräften unter Kommando von Marschall MacDonald und preußischen Kräften unter von Blücher statt. Sie endete mit einem Sieg der preußischen Armee. |
| Schlacht um Dresden          | 26.–27. August 1813  | Das Ergebnis der Schlacht war ein französischer Sieg unter Napoléon gegen die Kräfte der alliierten Österreicher, Russen und Preußen unter Kommando von Feldmarschall Schwarzenberg. |
| Schlacht bei Hagelberg       | 27. August 1813      | Die Schlacht ereignete sich in Folge der Schlacht bei Großbeeren. ein preußisches Kontingent (3.500 Reguläre, 8.000 Landwehr) unter General von Hirschfeld besiegten ein französisches Korps (etwa 10.000 Mann stark). Nur etwa 3.000 Franzosen erreichten Magdeburg. Die Schlacht, eigentlich nur ein Gefecht, war einer der ersten Einsätze der neugeschaffenen Landwehr und bestätigte den Wert dieser Truppe. |
| Schlacht bei Kulm            | 29./30. August 1813  | Eine 32.000 Mann starke Armee der Franzosen unter Kommando von General Vandamme verlor gegen ein alliiertes Heer aus Österreichern, Preußen und Russen. |
| Schlacht bei Dennewitz       | 6. September 1813    | In dieser Schlacht besiegten preußische Truppen der Nordarmee, die unter dem Oberbefehl des schwedischen Kronprinzen Karl XIV. Johann stand, die französische Armee und die mit ihr verbündeten Sachsen. Dieser Sieg hinderte Napoléon endgültig daran, nach Berlin vorzudringen, und war ein wichtiger Grundstein für die Völkerschlacht bei Leipzig.                                                            |
| Schlacht an der Göhrde       | 16. September 1813   | Ein preußisches Kontingent (12.300 Mann) besiegte eine 3.000 Mann starke französische Einheit unter Kommando von General Pécheux. |
| Völkerschlacht bei Leipzig   | 16.–19. Oktober 1813 | In der Schlacht kämpften die Truppen Kaiser Napoléons und die der Verbündeten Russland, Preußen und Österreich gegeneinander. Die Niederlage Napoléons bedeutete das Ende der französischen Fremdherrschaft in Deutschland. Die preußische Armee erlitt in dieser Schlacht 17.200 Tote und Verwundete. |
| Schlacht bei Brienne         | 29. Januar 1814      | Die Schlacht war ein Sieg der Franzosen gegen ein preußisch-russisches Heer unter Führung von Blücher. |
| Schlacht bei La Rothière     | 1. Februar 1814      | Ein 110.000 Mann starkes Heer der Preußen schlug ein 40.000 Mann starkes Heer der Franzosen unter Napoléon. |
| Schlacht bei Montmirail      | 11. Februar 1814     | Ein 20.000 Mann starkes Heer der Franzosen unter Napoléon siegte gegen die russischen und preußischen Truppen. |
| Schlacht bei Château-Thierry | 12. Februar 1814     | Die preußisch-russischen Truppen verloren diese Schlacht gegen französische Truppen unter Napoléon. |
| Schlacht bei Vauchamps       | 14. Februar 1814     | 18.000 Franzosen unter Napoléon schlugen ein 30.000 Mann starkes Heer unter von Blücher. |
| Schlacht bei Craonne         | 7. März 1814         | Die französischen Truppen konnten einen Sieg gegen das preußische und russische Heer erlangen. |
| Schlacht bei Laon            | 9./10. März 1814     | Die Schlacht bei Laon war ein Sieg der preußischen Armee unter von Blücher gegen die französische Armee im Norden Frankreichs. |
| Schlacht von Paris           | 30./31. März 1814    | Die Niederlage der Franzosen gegen die preußischen, österreichischen und russischen Armeen in dieser Schlacht führte zur direkten Abdankung Napoléons. |
| Schlacht bei Ligny           | 16. Juni 1815        | Ligny war Napoléons letzter Sieg. Er konnte die preußischen Truppen von Blüchers zwar schlagen, aber nicht völlig vernichten. Dies sollte in Waterloo fatale Folgen für ihn haben. |
| Schlacht bei Waterloo        | 18. Juni 1815        | Die Schlacht war die letzte entscheidende Schlacht der Befreiungskriege und endete mit einem Sieg der verbündeten britisch-preußischen Truppen unter von Blücher und Wellington. Napoléon Bonaparte musste als Folge abtreten und wurde nach St. Helena verbannt. Dadurch zählt diese Schlacht zu den weltgeschichtlich bedeutenden Schlachten.                                                                   |
| Schlacht bei Wavre           | 18./19. Juni 1815    | Diese Schlacht markiert den Endpunkt der Befreiungskriege und wurde zwischen der preußischen Nachhut unter Johann von Thielmann und drei französischen Korps unter Emmanuel de Grouchy gefochten. Durch die Kampfhandlungen wurde das Eingreifen der französischen Verbände in der Schlacht bei Waterloo erfolgreich verhindert, was Napoléon vor der Niederlage hätte bewahren können.                           |

### Schleswig-Holsteinischer Krieg (1848–1851)
Die Schleswig-Holsteinische Erhebung wurde zum ersten militärischen Konflikt um die Schleswig-Holstein-Frage. Schleswig, Holstein und Lauenburg gehörten damals zum Dänischen Gesamtstaat. Dänemark wollte die Herzogtümer, zumindest das gemischtsprachige Schleswig, näher an Dänemark binden. Dagegen lehnten sich die Deutschsprachigen in den Herzogtümern auf. Der Deutsche Bund setzte im März 1848 einen Bundesfeldherrn ein, der Truppen deutscher Staaten gegen Dänemark einsetzte. Das entstehende Deutsche Reich übernahm die Rolle des Bundes. Im Jahr 1850 endete die Hilfe deutscher Staaten für die Aufständischen, die im Jahr darauf kapitulieren mussten. In Dänemark wird der Krieg Dreijahreskrieg genannt, international auch Erster Schleswigscher Krieg.
| Schlacht               | Datum          | Bemerkungen |
| ---------------------- | -------------- | ----------- |
| Schlacht bei Schleswig | 23. April 1848 |             |

### Deutsch-Dänischer Krieg (1864)
Der Deutsch-Dänische Krieg war die militärische Auseinandersetzung um das Herzogtum Schleswig zwischen Preußen und Österreich einerseits und Dänemark andererseits. Schleswig war ein Lehen Dänemarks, in dem sowohl deutschsprachige als auch dänischsprachige Einwohner lebten. Bereits im Vorjahr hatte Truppen des Deutschen Bundes eine Bundesexekution in Holstein und Lauenburg durchgeführt, am Deutsch-Dänischen Krieg und der Besetzung Schleswigs beteiligte sich der Bund nicht mehr, bezeichnete das Vorgehen dagegen als nicht rechtskonform. Am eigentlichen Krieg selbst war der Bund nicht beteiligt, sondern nur die Mitgliedsstaaten Österreich und Preußen.
Der Krieg endete mit einer Niederlage Dänemarks, das die Herzogtümer Schleswig, Holstein und Lauenburg an Österreich und Preußen abtrat. Die beiden Siegermächte herrschten daraufhin in den Herzogtümern als Kondominium. Das gespannte Verhältnis beider Staaten verschlechterte sich jedoch in der folgenden Zeit, bis es schließlich 1866 zum Deutschen Krieg kam.
| Schlacht           | Datum          | Bemerkungen |
| ------------------ | -------------- | --- |
| Düppeler Schanzen  | 18. April 1864 | Die Schlacht war die Entscheidungsschlacht im Deutsch-Dänischen Krieg. Die zehn Düppeler Schanzen wurden nach fast fünfwöchiger Belagerung am 18. April 1864 von den Preußen unter Prinz Friedrich Karl erstürmt.                                           |
| Schlacht von Alsen | 29. Juni 1864  | Die Preußen unter Herwarth von Bittenfeld eroberten Alsen nach einer Nachtattacke gegen die dänische Armee. Die Schlacht stellte das letzte größere Ereignis in diesem Krieg dar. Die dänische Armee musste 3.000 Tote, Verwundete und Gefangene hinnehmen. |
| Gefecht von Lundby | 23. Juli 1864  | Das Gefecht war das letzte im Deutsch-Dänischen Krieg. Das Ergebnis war eine klare Niederlage für Dänemark. Die dänische Seite erlitt 32 Tote, 44 Verwundete und 20 Gefangene, während die Verluste der Preußen nur bei drei Verwundeten lag.               |

### Deutscher Krieg (1866)
Der Deutsche Krieg war eine militärische Auseinandersetzung Österreichs und weiterer deutscher Staaten mit Preußen. Er endete mit einem Sieg Preußens und hatte die Auflösung des Deutschen Bundes zur Folge. Preußen übernahm damit von Österreich die politische Vormachtstellung unter den deutschen Ländern und gründete den Norddeutschen Bund.
| Schlacht                        | Datum              | Bemerkungen |
| ------------------------------- | ------------------ | --- |
| Gefecht bei Hühnerwasser        | 27. Juni 1866      | Das Gefecht bei Hühnerwasser war das erste Gefecht des Deutschen Krieges zwischen Preußen und Österreichern am 27. Juni 1866. Die Preußen siegten. |
| Schlacht bei Podol              | 27. Juni 1866      | Podol war der Schauplatz einer Schlacht des Deutschen Krieges zwischen Preußen und Österreichern. Die Preußen siegten. |
| Gefechte bei Trautenau          | 27. /28. Juni 1866 | Im ersten Gefecht bei Trautenau zwang ein österreichisches Korps die Preußen zum Rückzug, am Folgetag wurde es von der preußischen Garde geschlagen. Auffallend waren die mit über 8.000 Mann vierfach höheren österreichischen Verluste, die auf den Gebrauch von Hinterladergewehren durch die preußische Armee zurückgingen.                                                                 |
| Schlacht bei Nachod             | 27. Juni 1866      | War eine Schlacht in Böhmen, bei der die preußische Armee die österreichische Armee besiegte. |
| Schlacht bei Langensalza        | 27. Juni 1866      | Die Schlacht bei Langensalza war das erste größere Gefecht auf dem westlichen Kriegsschauplatz während des Deutschen Krieges. Auf diesem Kriegsschauplatz standen Preußen dem Königreich Hannover gegenüber. Die hannoversche Armee siegte zwar in dieser Schlacht; an der ungünstigen Gesamtlage änderte dies allerdings nur wenig, und schon am 29. Juni kapitulierte die hannoversche Armee. |
| Schlacht bei Skalitz            | 28. Juni 1866      | Die Schlacht war ein Gefecht in Böhmen zwischen Preußen und Österreichern im Deutschen Krieg und endete mit einem Sieg der Preußen. |
| Schlacht bei Münchengrätz       | 28. Juni 1866      | Die Schlacht fand zwischen Preußen und Österreichern in Böhmen statt, bei der die Preußen siegten. |
| Schlacht bei Gitschin           | 29. Juni 1866      | Die Schlacht bei Gitschin fand in Böhmen zwischen Preußen einerseits und Österreichern und Sachsen andererseits statt. Sie endete mit einem Sieg der preußischen Armee. |
| Gefecht bei Königinhof          | 29. Juni 1866      | Die Österreicher büßten etwa 600 Mann in Königinhof ein, davon 100 Tote. Die Preußen siegten und nahmen Königinhof mit verhältnismäßig geringen Opfern. |
| Gefecht bei Schweinschädel      | 29. Juni 1866      | Das Gefecht fand in Böhmen zwischen Preußen und Österreichern statt. Trotz heftiger Gegenwehr waren die Österreicher den Preußen in den Kämpfen unterlegen. Bei den Kämpfen gab auf österreichischer Seite 1.750 Tote, die Zahl der preußischen Gefallenen betrug 394. |
| Schlacht bei Königgrätz         | 3. Juli 1866       | In der Schlacht von Königgrätz trafen die Truppen Preußens auf die Armee der Österreicher. Es stellt die Entscheidungsschlacht des Krieges dar, bei der die Österreicher vernichtend geschlagen wurden. |
| Gefechte bei Dermbach           | 4. Juli 1866       | Die Gefechte bei Dermbach bezeichnen ein am 4. Juli 1866 bei Dermbach in Thüringen stattgefundenen ersten Zusammenstoß zwischen preußischen und bayerischen Truppen. Das Gefecht endete mit einem Sieg der Preußen. |
| Schlacht bei Kissingen          | 10. Juli 1866      | Die Schlacht bei Bad Kissingen fand zwischen Preußen und dem deutschen Bundesheer, bestehend aus süddeutschen und österreichischen Truppen, statt und endete mit einem preußischen Sieg. |
| Gefechte bei Frohnhofen         | 13. Juli 1866      | Die Gefechte bei Frohnhofen in Bayern, endeten mit einem Sieg der Preußen über die Bundestruppen. |
| Gefechte bei Aschaffenburg      | 14. Juli 1866      | Die Gefechte fanden zwischen Preußen und dem Bundesheer bestehend aus süddeutschen und österreichischen Truppen statt, bei der die Preußen siegten. |
| Gefecht bei Blumenau            | 22. Juli 1866      | Das Gefecht war das letzte Gefecht des Deutschen Krieges zwischen Preußen und Österreichern, bei der auch hier die Preußen erfolgreich waren. |
| Gefecht bei Hundheim            | 23. Juli 1866      | |
| Gefechte bei Tauberbischofsheim | 24. Juli 1866      | Das Gefecht fand zwischen Preußen und dem Bundesheer in Baden statt und endete mit einem preußischen Sieg. |
| Gefecht bei Werbach             | 24. Juli 1866      | |
| Gefechte bei Helmstadt          | 25. Juli 1866      | Die Gefechte waren eine Serie von Gefechten des Deutschen Krieges, die zwischen Preußen und dem Bundesheer ausgefochten wurde, wobei auch hier die Preußen erfolgreich waren. |
| Gefechte bei Uettingen          | 26. Juli 1866      | Die Gefechte fanden zwischen preußischen Truppen und Truppen des Bundesheeres in Bayern statt. Preußen siegte. |